# NVIDIA ESA
ESA是一種由nVIDIA研發的一種系統監控技術標準，全稱是Enthusiast System Architechture（終極玩家系統架構）。它的作用是利用軟體就可以调整和監控電腦中各部件的状态，例如已通過认证的電源供應器，机箱和散热装置。支援ESA的工具名為System Monitor。它可以即時監控電腦中的各個部件，包括处理器、顯示卡、主板、硬盘、記憶體、网络、電源供應器、机箱中各位置的溫度和风扇的轉速等散热设备。該軟體的介面不是傳統的标签式，而是比較富立体感。電腦部件的圖像排列在一起，點選某一部件後，下方就會出現相關數據。電源供應器、机箱和散热设备要通過ESA认证，系統記憶體要符合nVIDIA的EPP标准，顯示卡必須是PCI-E介面，硬碟的介面是SATA。ESA的认证是開放式的，不是nVIDIA的獨家標準。